# Robert Bresson
Robert Bresson (Puy-de-Dôme, Auvergne, 1901. szeptember 25. – Párizs, 1999. december 18.): francia transzcendentális filmrendező, forgatókönyvíró; Delluc-díjas; a francia új hullám egyik atyja.

## Életpályája
Szülei: Léon Bresson és Marie-Elisabeth Clausels volt. Keveset tudunk élete korai szakaszáról. Párizsban irodalmi és filozófiai doktorátust szerzett. Festőművészként kezdte pályáját. Filmes karrierje 1934-ben egy szatirikus film rendezésével indult. Kezdetben dialógus- és forgatókönyvíróként dolgozott, majd 1939-ben René Clair asszisztense lett. A második világháború alatt több mint egy évig (1940-1941) volt egy német börtönben. 1943-tól önálló filmrendező volt. 1968-tól a Filmesek Társaságának tiszteletbeli elnöke volt.

## Munkássága
A francia filmművészetben sajátos, katolikus színezetű felfogást képviselt. Stílusa erősen epikus, szinte regényszerű. 1943-ban rendezte első játékfilmjét, A bűn angyalai-t. Legemlékezetesebb munkája Georges Bernanos ismert alkotása, az Egy falusi plébános naplója (1950) nyomán készült. Magyarországon is bemutatták az antifasiszta tendenciájú Egy halálraítélt megszökött című filmjét (1956), amely a téma aprólékos, lélektanilag gondosan motivált feldolgozása. Őt is megihlette a Szent Johanna-téma.

## Filmjei
- A pénz (1983)
- Talán az ördög (1977)
- Lancelot, a Tó lovagja (1974)
- Egy álmodozó négy éjszakája (1971)
- Egy szelíd asszony (1969)
- Mouchette (1967)
- Vétlen Balthazár (1966)
- Robert Bresson (1965)
- Jeanne d'Arc pere (1962)
- Zsebtolvaj (1959)
- Egy halálraítélt megszökött (1956)
- Egy falusi plébános naplója (1950)
- A Bois de Boulogne hölgyei (1945)
- A bűn angyalai (1943)
- A brightoni ikrek (Les jumeaux de Brighton) (1936)
- Közügyek (Les affaires publiques) (1934)

## Művei
- Notes sur le cinématographe (1975; magyarul: Feljegyzések a filmművészetről, 1998)

### Magyarul
- Feljegyzések a filmművészetről; ford. Sujtó László; Osiris, Bp., 1998

## Díjai
- Francia Filmnagydíj (1943, 1951)
- Louis Delluc-díj (1950)
- Avantgárd Filmnagydíj (1950)
- Mélies-díj (1951)
- a Velencei Filmfesztivál OCIC-díja (1951, 1966)
- a Velencei Filmfesztivál olasz filmkritikusi díja (1951) Egy falusi plébános naplója
- a Velencei Filmfesztivál nemzetközi díja (1951) Egy falusi plébános naplója
- a Cannes-i filmfesztivál legjobb rendezés díja (1957, 1983)
- a Cannes-i filmfesztivál OCIC-díja (1962, 1967)
- a Cannes-i filmfesztivál FIPRESCI-díja (1974) Lancelot, a Tó lovagja
- a berlini nemzetközi filmfesztivál OCIC-díja (1977) Talán az ördög
- berlini Ezüst Medve díj (1977) Talán az ördög
- Akira Kuroszava-díj (1988)
- Arany Oroszlán díj (Életműdíj) (1989)
- Félix-életműdíj (1994)
- David di Donatello-díj (1994)
- Európai Filmdíj (1994)
- René Clair-filmdíj (1995)